# バーバー郡 (カンザス州)
座標: 北緯37度14分 西経98度41分 / 北緯37.233度 西経98.683度
バーバー郡（英: Barber County標準略語：BA）は、アメリカ合衆国カンザス州の南部に位置する郡である。2010年国勢調査での人口は4,861人であり、2000年の5,307人から8.4%減少した。郡庁所在地はメディスンロッジ市（人口2,009人）であり、同郡で人口最大の都市でもある。郡名は「血を流すカンザス」と呼ばれたカンザス準州初期の抗争の中、1855年のワカルーサ戦争で、カンザス州ダグラス郡で殺された奴隷制度廃止運動家トマス・バーバーに因んで名付けられた。

## 法と政府
バーバー郡はアルコールを禁じる、すなわち「ドライ」の郡だったが、1986年にカンザス州憲法が修正され、住民は2010年の投票で個人が嗜むアルコール飲料の販売を承認した。食料販売量制限は付かなかった。

## 地理
アメリカ合衆国国勢調査局に拠れば、郡域全面積は1,136.165平方マイル (2,942.656 km2)であり、このうち陸地は1,134.079平方マイル (2,937.252 km2)、水域は2.086平方マイル (5.404 km2)で水域率は0.18%である。

### 主要高規格道路
出典:  National Atlas, U.S. Census Bureau
- アメリカ国道160号線
- アメリカ国道281号線
- カンザス州道2号線

### 隣接する郡
- プラット郡 - 北
- キングマン郡 - 北東
- ハーパー郡 - 東
- アルファルファ郡 (オクラホマ州) - 南東
- ウッズ郡 (オクラホマ州) - 南西
- コマンチ郡 - 西
- カイオワ郡 - 北西

## 人口動態

人口ピラミッド

以下は2000年の国勢調査による人口統計データである。
| 基礎データ - 人口: 5,307人 - 世帯数: 2,235 世帯 - 家族数: 1,510 家族 - 人口密度: 2人/km2（5人/mi2） - 住居数: 2,740軒 - 住居密度: 1軒/km2（2軒/mi2） 人種別人口構成 - 白人: 97.06% - アフリカン・アメリカン: 0.38% - ネイティブ・アメリカン: 0.58% - アジア人: 0.09% - その他の人種: 0.89% - 混血: 1.00% - ヒスパニック・ラテン系: 2.02% 年齢別人口構成 - 18歳未満: 25.0% - 18-24歳: 5.8% - 25-44歳: 23.2% - 45-64歳: 24.5% - 65歳以上: 21.5% - 年齢の中央値: 43歳 - 性比（女性100人あたり男性の人口） - 総人口: 92.4 - 18歳以上: 89.4 | 世帯と家族（対世帯数） - 18歳未満の子供がいる: 28.7% - 結婚・同居している夫婦: 58.7% - 未婚・離婚・死別女性が世帯主: 6.5% - 非家族世帯: 32.4% - 単身世帯: 29.9% - 65歳以上の老人1人暮らし: 17.0% - 平均構成人数 - 世帯: 2.35人 - 家族: 2.91人 収入と家計 - 収入の中央値 - 世帯: 33,407米ドル - 家族: 40,2343米ドル - 性別 - 男性: 29,806米ドル - 女性: 20,046米ドル - 人口1人あたり収入: 16,627米ドル - 貧困線以下 - 対人口: 10.1% - 対家族数: 7.5% - 18歳未満: 12.6% - 65歳以上: 4.9% |

## 都市と町

### 法人化された都市
都市名の後の数字は2010年国勢調査での人口を示す。
- メディスンロッジ, 2,009 - 郡庁所在地
- カイオワ 1,026
- シャロン, 158
- ハートナー, 172
- ヘイゼルトン, 93
- イザベル, 90
- サンシティ, 53

### ゴーストタウン
- フォレストシティ (Forest City)
- ラスウェル (Lasswell)
- ミンゴナ (Mingona)
- ピクスリー (Pixley)

### 郡区
バーバー郡は18の郡区に分けられている。どの都市も「政治的に独立」（英: governmentally independent)と見なされず、下記郡区の数字に含まれている。下表で「人口中心」は最大都市であり、特に大きな数字でなければ、郡区の人口に含まれるものである。
| 郡区 | FIPSコード | 人口中心         | 人口  | 人口密度 /km2 (/sq mi) | 陸地面積 km2 (sq mi) | 水域 km2 (sq mi) | 水域率(%) | 座標                                                              |
| --- | ---------- | ---------------- | ----- | ---------------------- | -------------------- | ---------------- | --------- | ----------------------------------------------------------------- |
| イートナ                                                                                                | 00400      |                  | 3     | 0 (0)                  | 318 (123)            | 0 (0)            | 0.13%     | 北緯37度5分37秒 西経98度56分43秒 / 北緯37.09361度 西経98.94528度  |
| ディアヘッド                                                                                            | 17300      |                  | 11    | 0 (0)                  | 165 (64)             | 0 (0)            | 0.07%     | 北緯37度13分59秒 西経98度58分3秒 / 北緯37.23306度 西経98.96750度  |
| イーグル                                                                                                | 19150      |                  | 42    | 0 (0)                  | 290 (112)            | 0 (0)            | 0.04%     | 北緯37度10分13秒 西経98度46分22秒 / 北緯37.17028度 西経98.77278度 |
| エルムミルズ                                                                                            | 20800      |                  | 106   | 1 (2)                  | 155 (60)             | 1 (0)            | 0.35%     | 北緯37度25分37秒 西経98度38分45秒 / 北緯37.42694度 西経98.64583度 |
| エルウッド                                                                                              | 20925      | ハートナー       | 275   | 1 (3)                  | 260 (100)            | 0 (0)            | 0.18%     | 北緯37度2分30秒 西経98度40分35秒 / 北緯37.04167度 西経98.67639度  |
| ヘイゼルトン                                                                                            | 31175      | ヘイゼルトン     | 213   | 1 (3)                  | 189 (73)             | 1 (0)            | 0.33%     | 北緯37度6分7秒 西経98度24分1秒 / 北緯37.10194度 西経98.40028度    |
| カイオワ                                                                                                | 37150      | カイオワ         | 1,164 | 9 (24)                 | 124 (48)             | 0 (0)            | 0.31%     | 北緯37度1分3秒 西経98度29分19秒 / 北緯37.01750度 西経98.48861度   |
| レイクシティ                                                                                            | 37900      |                  | 83    | 1 (2)                  | 109 (42)             | 0 (0)            | 0.20%     | 北緯37度21分11秒 西経98度49分2秒 / 北緯37.35306度 西経98.81722度  |
| マカドゥ                                                                                                | 43550      |                  | 29    | 0 (1)                  | 93 (36)              | 0 (0)            | 0.36%     | 北緯37度26分16秒 西経98度49分31秒 / 北緯37.43778度 西経98.82528度 |
| メディスンロッジ                                                                                        | 45525      | メディスンロッジ | 2,573 | 8 (22)                 | 309 (119)            | 1 (0)            | 0.33%     | 北緯37度17分17秒 西経98度34分5秒 / 北緯37.28806度 西経98.56806度  |
| ミンゴナ                                                                                                | 47050      |                  | 57    | 0 (1)                  | 139 (54)             | 0 (0)            | 0.10%     | 北緯37度17分39秒 西経98度40分37秒 / 北緯37.29417度 西経98.67694度 |
| ムーア                                                                                                  | 48075      |                  | 32    | 0 (1)                  | 119 (46)             | 0 (0)            | 0.24%     | 北緯37度4分9秒 西経98度32分59秒 / 北緯37.06917度 西経98.54972度   |
| ニッパワラ                                                                                              | 50775      |                  | 26    | 0 (0)                  | 140 (54)             | 0 (0)            | 0.26%     | 北緯37度9分56秒 西経98度32分5秒 / 北緯37.16556度 西経98.53472度   |
| リッジ                                                                                                  | 59775      |                  | 4     | 0 (0)                  | 93 (36)              | 0 (0)            | 0.12%     | 北緯37度22分37秒 西経98度25分7秒 / 北緯37.37694度 西経98.41861度  |
| シャロン                                                                                                | 64350      | シャロン         | 369   | 4 (10)                 | 95 (37)              | 0 (0)            | 0.04%     | 北緯37度14分56秒 西経98度24分32秒 / 北緯37.24889度 西経98.40889度 |
| サンシティ                                                                                              | 69300      | サンシティ       | 100   | 1 (2)                  | 124 (48)             | 0 (0)            | 0.09%     | 北緯37度22分39秒 西経98度55分13秒 / 北緯37.37750度 西経98.92028度 |
| ターキークリーク                                                                                        | 71675      |                  | 37    | 0 (1)                  | 123 (47)             | 0 (0)            | 0.12%     | 北緯37度26分6秒 西経98度55分0秒 / 北緯37.43500度 西経98.91667度   |
| バレー                                                                                                  | 72750      | イザベル         | 183   | 2 (5)                  | 94 (36)              | 0 (0)            | 0.01%     | 北緯37度26分6秒 西経98度31分44秒 / 北緯37.43500度 西経98.52889度  |
| Sources: “Census 2000 U.S. Gazetteer Files”. U.S. Census Bureau, Geography Division. 2012年4月1日閲覧。 |            |                  |       |                        |                      |                  |           |                                                                   |

## 教育

### 統一教育学区
- 北バーバー郡 USD 254
- 南バーバー郡 USD 255